# Karl Richter
 Der er for få eller ingen kildehenvisninger i denne artikel, hvilket er et problem. Du kan hjælpe ved at angive troværdige kilder til de påstande, som fremføres i artiklen.

Karl Richter, født 15. oktober 1926, død 15. februar 1981, var en tysk dirigent, korleder, organist og cembalist.

## Udvalgte indspilninger
- Johann Sebastian Bach: Matthäuspassionen, Münchener Bach-Chor und Bach-Orchester, 1958, Archiv Produktion.
- Johann Sebastian Bach: Matthäuspassionen, Münchener Bach-Chor und Bach-Orchester (med Mathis, Baker, Schreier og Fischer-Dieskau), 1980, Deutsche Grammophon.
- Johann Sebastian Bach: Johannespassionen, Münchener Bach-Chor und Bach-Orchester, 1964, Deutsche Grammophon.
- Johann Sebastian Bach: De seks orgelkoncerter, Silbermann-Orgel Arlesheim, 1974, Polydor und Archiv Produktion.
- Johann Sebastian Bach: Dorisk toccata og fuga og Passacaglia, Silbermann-orglet i Freiberg, 1978, Archiv Produktion.
- Johann Sebastian Bach: Toccata og fuga, Famous Organ Works, Victoriahallen i Geneve, 1960 og 1967, Decca.
- Johann Sebastian Bach: Goldbergvariationerne, Cembalo, 1970, Deutsche Grammophon.
- Johannes Brahms: Ein deutsches Requiem, med Evelyn Lear og Thomas Stewart, 1964, EMI.